# Закон про інвестиційні компанії
Закон про інвестиційні компанії, 1940 (США) (англ. Investment Company Act of 1940) — закон, прийнятий Конгресом США, регулює процедуру створення інвестиційних компаній (включаючи спільні фонди), що займаються інвестуванням, реінвестуванням, торгівлею цінними паперами, а також регулює діяльність компаній, що пропонують свої цінні папери для інвестування.
Згідно із законом, компанії зобов'язані надати інформацію про власне фінансове становище та інвестиційну політику при первинному випуску цінних паперів . Надалі ця інформація має надаватися регулярно. Головною метою цього закону є надання інвесторам інформації про організацію, про її структуру, цілі, а також поточні операції. Комісія з цінних паперів і бірж не може втручатися в процес прийняття рішень про інвестування, а лише контролює своєчасність та повноту інформації, що надається.

## Історія
Після заснування взаємного фонду в 1924 інвестори вклали значні кошти у цей новий інвестиційний інструмент. П'ять з половиною років потому на фондовому ринку стався крах Уолл-стріт в 1929, за яким незабаром пішов вступ Сполучених Штатів у Велику депресію. У відповідь на цю кризу Конгрес США ухвалив Закон про цінні папери 1933 та Закон про торгівлю цінними паперами 1934.